# Verkiezingen in België 2019
Op zondag 26 mei 2019 vonden in België gelijktijdige Europese, federale en regionale verkiezingen plaats.
Bij koninklijk besluit van 15 juni 2018 werd de datum van de Europese verkiezingen vastgelegd, na een akkoord op Europees niveau. Grondwettelijk vallen de deelstaatverkiezingen sowieso samen met de Europese verkiezingen. Sinds 2014 zou dit ook voor de federale Kamer moeten gelden, maar de Kamer kan nog vervroegd ontbonden worden.

## Te verkiezen parlementen
- Verkiezingen voor het Europees Parlement (21 van de 751 leden)
- Verkiezingen voor de Kamer van volksvertegenwoordigers (150 leden)
- Verkiezingen voor het Vlaams Parlement (124 leden)
- Verkiezingen voor het Waals Parlement (75 leden)
- Verkiezingen voor het Brussels Hoofdstedelijk Parlement (72 Franstalige leden en 17 Nederlandstalige leden)
- Verkiezingen voor het Parlement van de Duitstalige Gemeenschap (25 leden)

Het Parlement van de Franse Gemeenschap wordt daarop samengesteld uit alle Waalse Parlementsleden en 19 Franstalige leden uit het Brussels Parlement.
De Senaat wordt samengesteld uit 50 leden van alle deelstaatparlementen, plus 10 gecoöpteerde leden op basis van de federale verkiezingsresultaten.

## Kiesverrichtingen
Alle meerderjarige Belgen die in België wonen zijn verplicht te gaan stemmen. Belgen in het buitenland mogen stemmen voor het Europees Parlement en de Kamer van volksvertegenwoordigers, maar niet voor de deelstaatparlementen. Buitenlanders in België mogen niet stemmen, maar EU-burgers wel voor het Europees Parlement.
De federale overheid is verantwoordelijk voor de organisatie van al deze verkiezingen. In alle 19 Brusselse gemeenten, alle 9 Duitstalige gemeenten en 157 Vlaamse gemeenten wordt elektronisch gestemd. In 253 Waalse gemeenten (alle met uitzondering van de Duitstalige) en in de overige 143 Vlaamse gemeenten wordt met potlood en papier gestemd.

### Tijdslijn
- 26 januari 2019: begin van de sperperiode (vier maanden vóór de verkiezingen)
- 28 februari 2019: uiterste datum waarop EU-burgers zich kunnen registreren als kiezer
- 1 maart 2019: het schepencollege maakt de kiezerslijst op die geldt voor alle verkiezingen
- 22 maart 2019: loting ter bepaling van de nationale lijstnummers
- 11 mei 2019: de uiterste datum waarop de minister van Binnenlandse Zaken de verkiezingen formeel bekendmaakt en het schepencollege (of de consulaire post in het buitenland) een oproepingsbrief verzendt aan elke kiezer
- 26 mei 2019: verkiezingsdag

### Kiezers
De aantallen kiezers per 23 maart 2019:
- Belgische kiezers in België: 7.989.802
- Belgische kiezers in het buitenland: 177.907
- Ingeschreven EU-kiezers in België: 73.251

### Nationale lijstnummers
Op 22 maart vond onder toezicht van minister Pieter De Crem de lottrekking plaats voor de nationale lijstnummers van de politieke partijen, geldend voor alle verkiezingen op 26 mei 2019. De kandidatenlijsten van deze partijen hebben een beschermd letterwoord of logo.
1. Vivant
2. Ecolo
3. Open Vld
4. ProDG
5. cdH
6. MR
7. PP
8. N-VA
9. Vlaams Belang
10. CD&V
11. DéFI
12. PTB
13. Listes Destexhe
14. UF
15. Groen
16. sp.a
17. PS